# Église Notre-Dame-de-la-Nativité de Putot-en-Bessin
Pour les articles homonymes, voir Église Notre-Dame-de-la-Nativité.
L'église Notre-Dame-de-la-Nativité est une église catholique des XIIe, XIIIe, XIVe siècles située à Putot-en-Bessin, en France.

## Localisation
L'église est située dans le département français du Calvados, dans le bourg de Putot-en-Bessin.

## Historique
Datant  des XIIe, XIIIe, XIVe siècles, l'église a été très endommagée par les bombardements la bataille de Normandie, perdant notamment son haut clocher.

## Architecture
L'édifice est inscrit au titre des Monuments historiques depuis le 12 avril 1927.